# Bioul
Pour les articles homonymes, voir Bioul.
Bioul [bju] (en wallon Biou) est une section de la commune belge d'Anhée située en Région wallonne dans la province de Namur.
C'était une commune à part entière avant la fusion des communes de 1977.

## Étymologie
Le nom de Bioul trouve son origine dans le nom celtique bi-gorto signifiant enclos.

## Géographie
Bioul est située en Condroz, dans la commune d'Anhée. Elle se trouve sur le plateau dominant la rive gauche de la Meuse. 
On y compte trois ruisseaux : au nord du village, le Burnot, affluent direct de la Meuse, à l'est le ruisseau d'Annevoie et la Fontaine du Wez-du-Mont au centre du village. La vallée du Burnot et celle de la vallée de la Meuse ont fortement entaillé le plateau condruzien. Le relief de Bioul est ainsi accidenté, son altitude variant entre 96 m à proximité de la vallée de la Meuse et 260 m à proximité de Denée. Le bois de bois de Ronquière marque la limite sud du village.
Au niveau géologique, le territoire de Bioul est couvert des terrains s’étageant du Dévonien inférieur au Namurien. Des sables oligocènes marins et des dépôts argilo-sableux mio pliocènes sont conservés dans de petites poches karstiques creusées dans les calcaires dinantiens présents sur les sommets du plateau. Le sous-sol calcaire dans la vallée du Burnot, les dépôts argilo-sableux au Roucha et de sables au sud-est du village ont fait l'objet d'une exploitation extractive. Le centre du village de Bioul est constitué de schistes houillers et de siltites faisant partie du bassin houiller d’Anhée (qui s'étend de Bioul en direction de Warnant et de la cuvette d'Anhée) bien qu’en dépit des recherches, aucune exploitation charbonnière n’y aie jamais vraiment été mise à profit.

### Lieux-dits

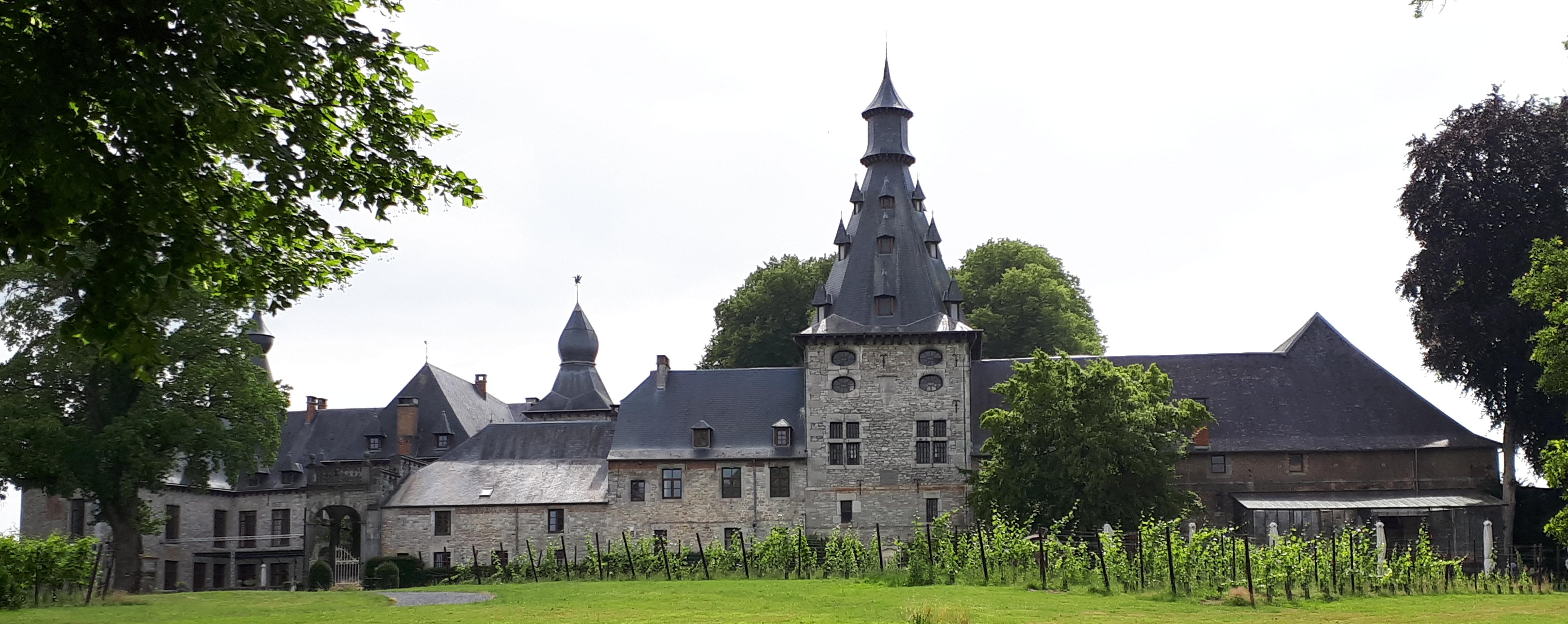
Château de Bioul.

- Le Roucha.
- Chérimont.
- Chevauchoir.
- La Barrière.
- Château de Bioul.La Plate Pierre.
- Le Mossia.
- Crucifix.
- Bruant.
- Haute-Bise.
- Frisle.
- Doumont
- La Gauche.

## Évolution démographique
- Source: DGS, 1831 à 1970=recensements population, 1976= habitants au 31 décembre

## Histoire
Le territoire de Bioul a connu une occupation humaine depuis des temps immémoriaux. On y a retrouvé des vestiges néolithiques (hache en silex et des silex taillés au lieudit le Roc), gaulois, gallo-romains et mérovingiens. Du haut Moyen Âge, on a ainsi retrouvé une nécropole mérovingienne contenant des colliers, bracelets, et des boucles.
Le château-fort de Bioul est déjà mentionné dans certains textes du Xe siècle. Une première tour est construite au Xe siècle à laquelle s'ajoutent d'autres bâtiments pour former une ferme en carré. Du XIe siècle au XIIIe siècle, le château et le village sont la propriété des seigneurs d'Orbais relevant du Comté de Namur. Au XIIIe siècle, cette seigneurie passe à la famille de Jauche (sires de Jauche, seigneurs de Gommegnies, Hierges, Sassegnies, etc.) à la suite du mariage de Berthe d'Orbais, dame héritière de Bioul, avec Gérard II de Jauche. En 1434, celui-ci résiste à une attaque des Dinantais qui pillent toutefois l’église du village. Du premier château-fort, il subsiste une tour à meurtrière dans le parc du château de Bioul. En 1522, la terre et le château de Bioul passent à un cousin du dernier représentant mâle de la branche aînée de la famille de Jauche, Jehan de Jauche, qui vend le château à son cousin Jean de Hosden. Le 22 décembre 1522, Jean de Hosden revend cette seigneurie à Thierry (ou Thiry) de Brandebourg, seigneur de Château-Thierry, Bioul et Hubinez. Ce dernier fait édifier le château actuel. La tour du château porte une inscription gothique de 1523.
En 1554, le château est brûlé par les troupes du roi de France Henri II, comme de nombreux autres édifices dans les Pays-Bas espagnols. Bioul a également souffert des guerres du XVIIe siècle ayant vu le passage des mercenaires lorrains, français, allemands, hollandais et croates. En 1636, la peste fait son apparition à Bioul et y tue 40 personnes. La dysenterie fait également des ravages dans la population biouloise.
Au XVIe siècle, la paroisse de Bioul est l'une des plus importantes du comté de Namur et englobait Maredret, Sosoye et Foy-Marteau.
Lorsque la famille des Brandebourg s'éteint en 1708, un seigneur de Bilquin fait l'acquisition de la terre de Bioul et en dote sa fille qui épouse un français de la famille de Moreau, principal maître de forge dans la province de Namur. Les Moretus-de Theux d'Anvers alliés à la famille Plantin acquièrent le château en 1870, puis les Vaxelaire s'y installent en 1896 comme locataires et en 1904 comme propriétaires.
Cinq moulins étaient jadis en activité à Bioul : deux à chanvre, un à huile et deux à farine alimentés par la fontaine du gué du Mont.
À l'hiver 1800, les premiers cours aux enfants de Bioul sont dispensés dans un petit bâtiment proche de l'église par l'abbé Marin, curé de la paroisse de 1793 à 1838. 
En 1844, l'église Saint-Barthélemy est reconstruite en style néogothique. 
À partir de 1854, deux enseignantes de la congrégation des filles de Marie de Pesche, sœurs Benoîte et Adèle reprennent en charge l'enseignement. En 1872, sont construites à Bioul les premières écoles, deux classes pour garçons tenues par deux instituteurs et deux classes pour filles tenues par deux religieuses.
Lors de la Première Guerre mondiale, le colonel et futur maréchal Pétain qui commande la 4e brigade d'infanterie française s'installe dans la nuit du 15 août 1914 dans le château de Bioul en prélude de la bataille de Dinant. Le 23 août 1914, les restes de la 4edivision d'armée belge et de la garnison de Namur ayant participé au siège de Namur et à la retraite consécutive sont concentrés dans le village et dans le château de Bioul quasiment encerclés par les IIe et IIIe armées allemandes. Un conseil de guerre constitué d'officiers belges de haut rang a lieu dans les dépendances du château de Bioul en vue de déterminer s'il est encore possible de forcer le passage. L'aide de l'instituteur du village permettra aux unités belges de passer de nuit à travers le bois de Ronquière et de rejoindre les lignes françaises. Lors de la Grande guerre, 3 habitants de Bioul sont fusillés par les Allemands et 87 déportés en Allemagne. En septembre 1927 et en prémices des commémorations de Dinant,  le maréchal Pétain et le capitaine Charles de Gaulle participent à un dîner agrémenté d'un feu d'artifice et séjournent au château de Bioul à l'invitation de Raymond et Georges Vaxelaire.  

## Liste des bourgmestres
Liste des bourgmestres :

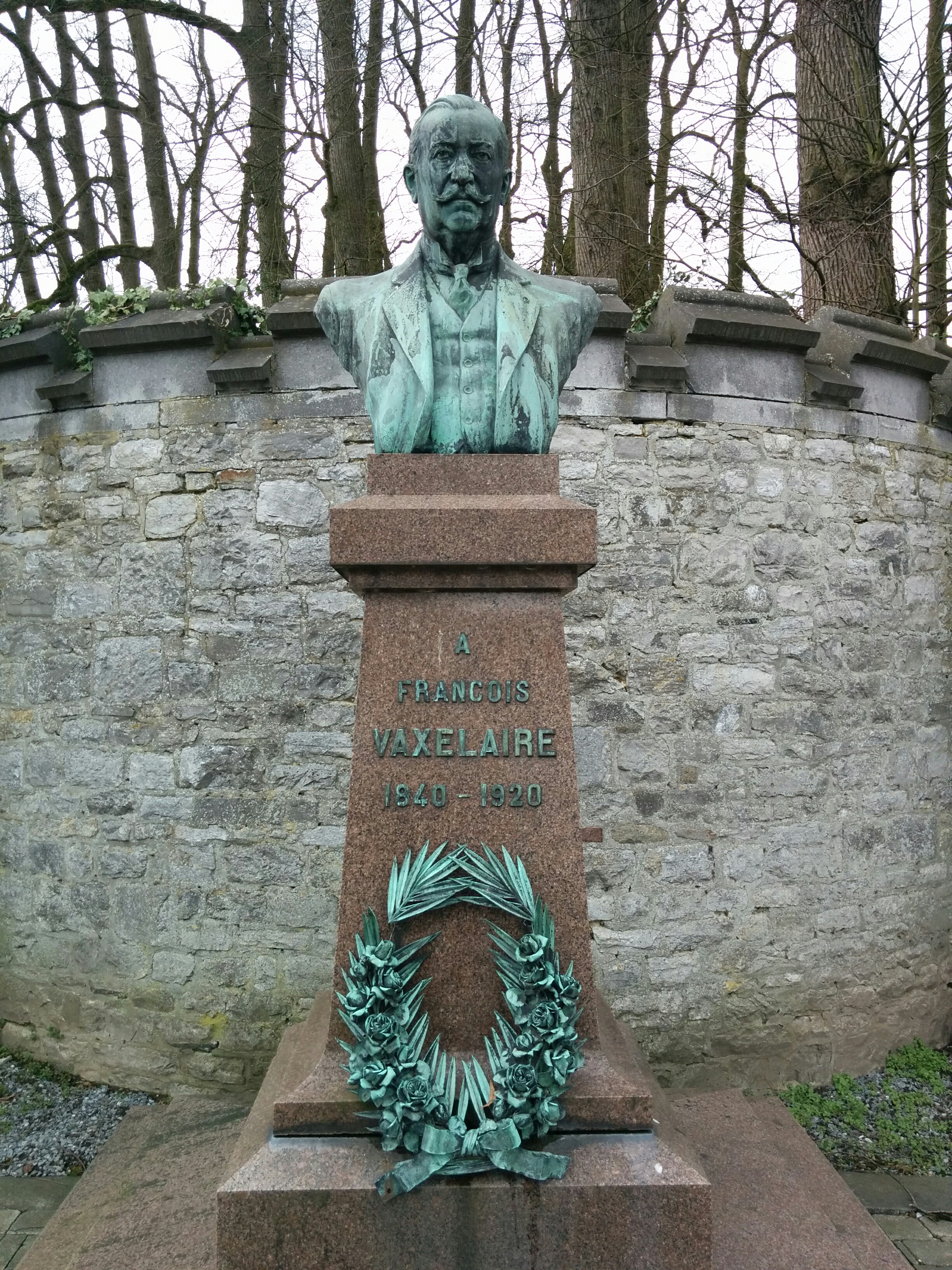
Monument à François Vaxelaire.

- Monument à François Vaxelaire.1600 : Grégoire Thomas (lieutenant-mayeur).
- Vers 1610 : Henry Pâquet (mayeur).
- 1644 : Charles Aubriot (mayeur).
- 1671 : Guillaume Wilmot (mayeur).
- 1713 : Joseph Clause (mayeur).
- 1725 : Jean Hubert (mayeur).
- 1800-1807 : O. Kinif (mayeur).
- 1808-1835 : Jean Michel Raymond de Moreau (mayeur et bourgmestre).
- 1848-1870 : Félix de Moreau.
- 1873-1878 : René Moretus.
- 1881-1884 : Charles Lambert.
- 1885-1887 : Jean-François Guiot.
- 1888-1890 : Julien Ancion.
- 1897-1901 : Pierre Purnode
- 1902-1907 : Émile Léonard.
- 1908-1919 : Alphonse Stiernon.
- 1919-1921 : Max Thiran.
- V. Evrard.
- 1929 : Jean-Baptiste Fiévé.
- 1932-1946 : Joseph Galet.
- 1947-1951 : Octave Boulanger.
- 1958 : H. Genot.
- 1959-1966 : Marcel Pinon (directeur d'école).
- 1971-1976 : Alfred Colot.

## Patrimoine et culture

### Patrimoine architectural
- Château Vaxelaire : datant du XIe siècle au XVIe siècle. Construit en pierre calcaire et entouré d'un parc de 40 ha.
- Église Saint-Barthélemy : reconstruite en style néogothique en 1846. Elle abrite encore des éléments de l'église romane précédente dont un autel daté de 1720, plusieurs monuments funéraires en marbre des familles Bilquin et de Moreau datant du XVIIIe siècle.

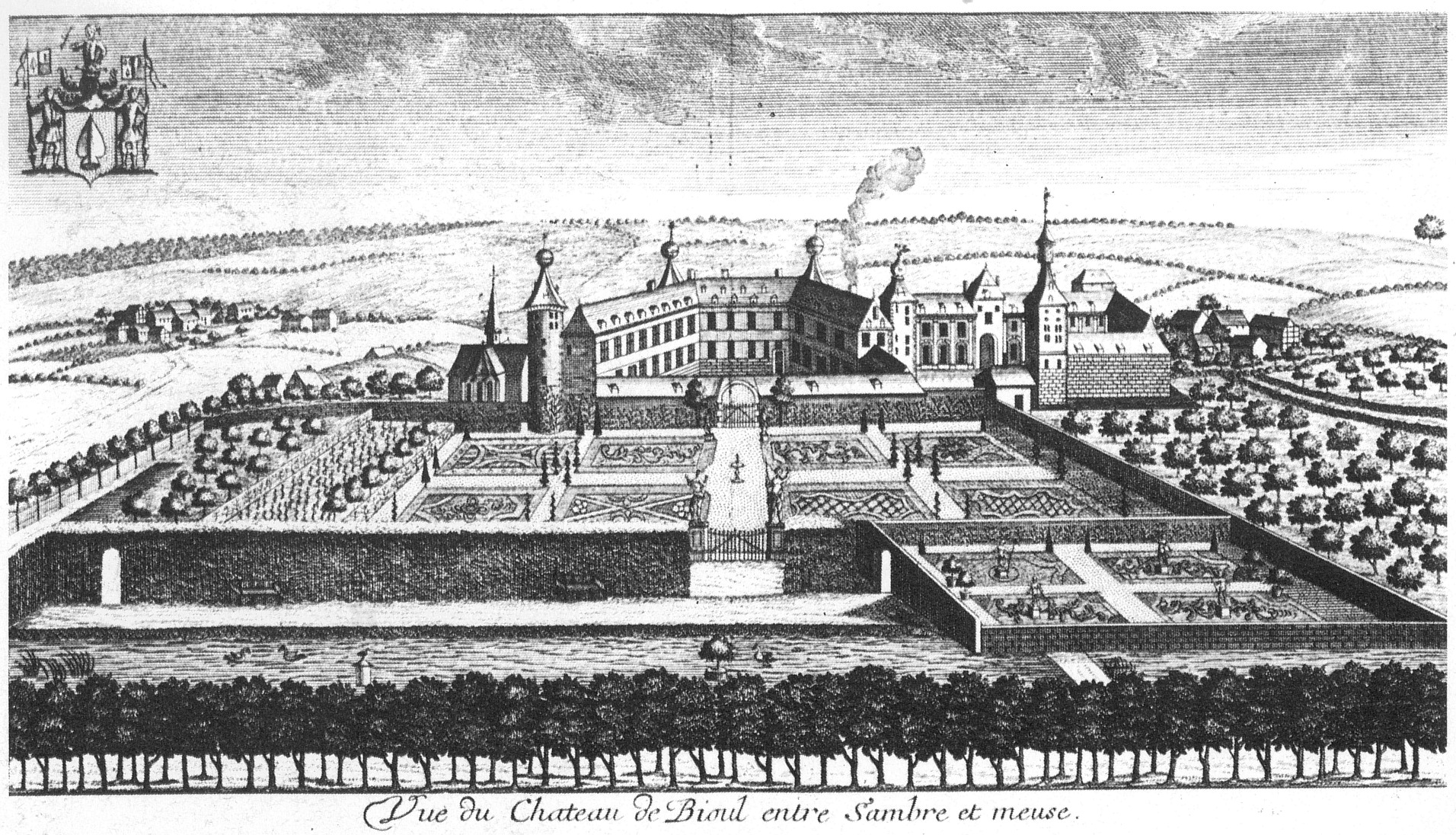
Château de Bioul en 1744.

- Château de Bioul en 1744.Monument à François Vaxelaire à l'entrée du château dû au sculpteur Robert Mermet.
- Chapelle Notre-Dame de Lourdes : en pierre calcaire adossée au mur du château de Bioul datant probablement de 1850.
- Buste au roi Albert Ier œuvre du sculpteur Alexandre Daoust inauguré en 1934.
- Chapelle Saint-Roch.
- Chapelle Notre-Dame de Lourdes.
- Chapelle Reconnaissance à Notre-Dame de Lourdes.
- Chapelle de Gerlain.

### Culture

#### Humour télévisé
Dans les années 1980, lors d'émissions humoristiques « Tatayet Show » diffusées sur la RTBF, dans une séquence intitulée le « Faux JT » (faux journal télévisé), le village de Bioul fut mis plusieurs fois « involontairement » à l'honneur. Le nom de la localité était exagérément prononcé « Bi-Youlll » par l'humoriste Jacques Jossart. À ces « faux JT » participèrent de jeunes humoristes dont le futur et désormais célèbre « François Pirette ».

## Enseignement

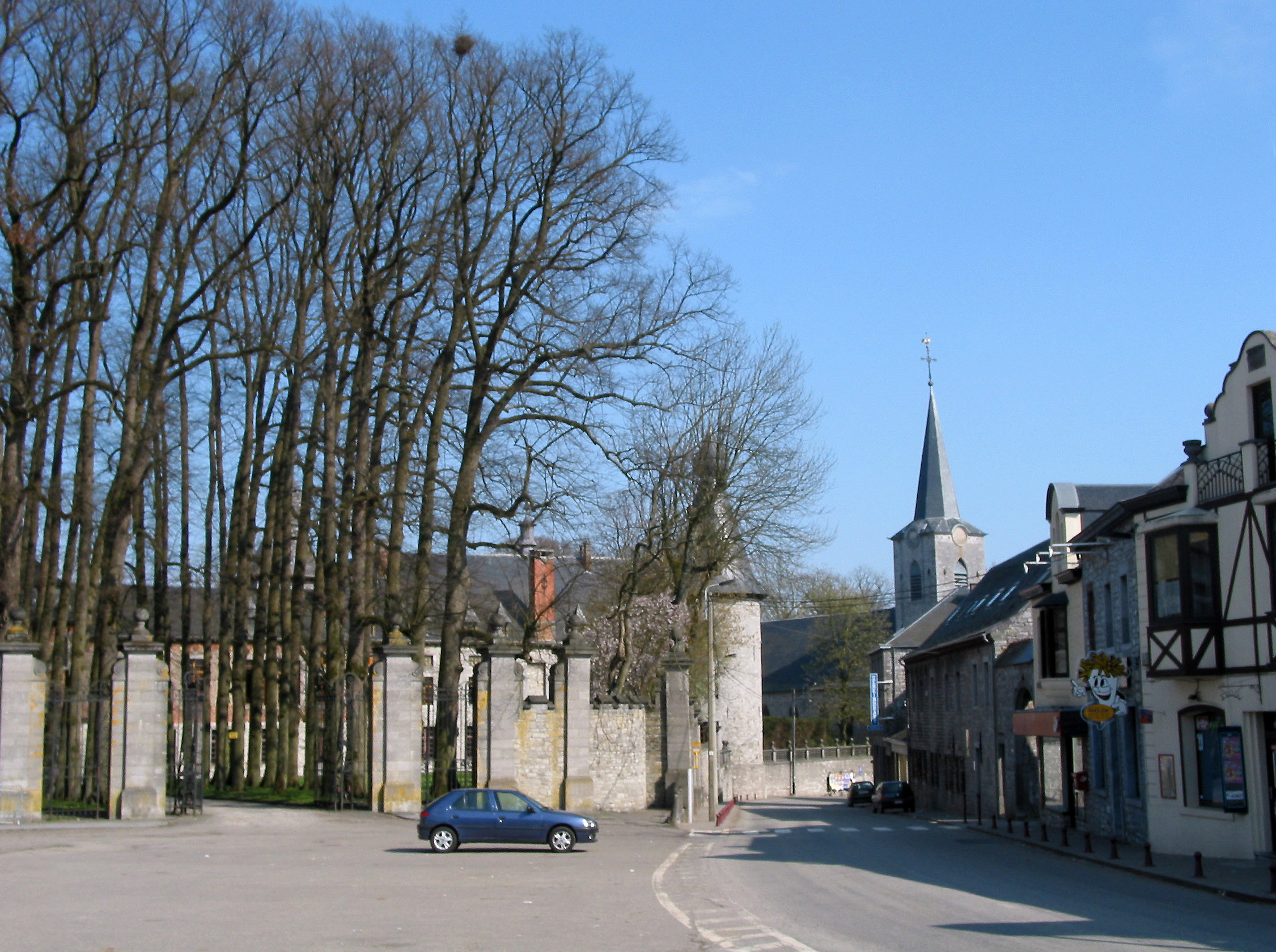
Place de Vaxelaire dans le centre de Bioul.

- Place de Vaxelaire dans le centre de Bioul.École communale d'Annevoie & Bioul (implantation de Bioul) : maternel et primaire.

## Économie et tourisme

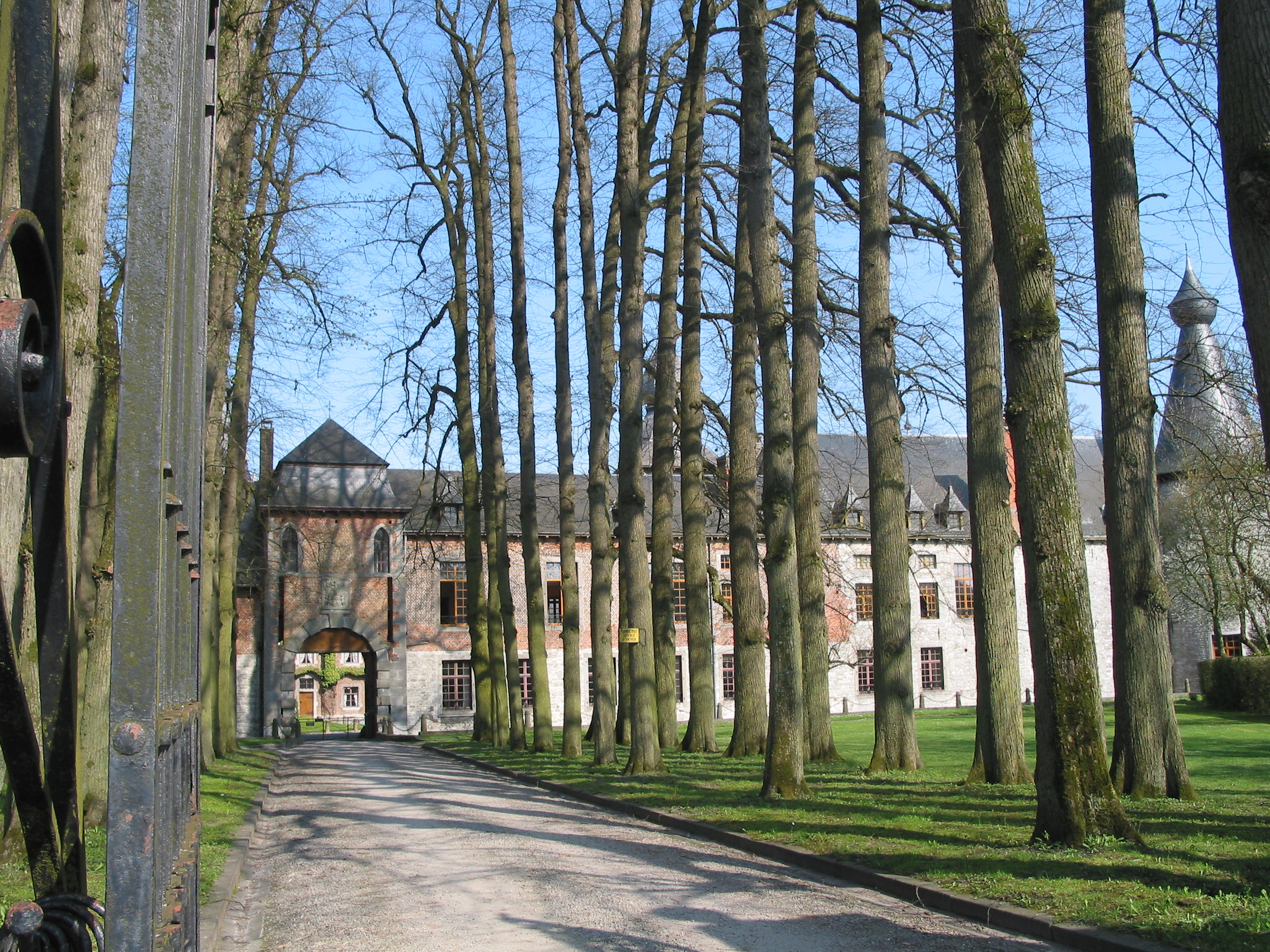
Bioul, le château Vaxelaire.

L'activité économique de Bioul est principalement agricole et forestière. Il y a également eu une activité d'extraction de calcaire, connu sous le nom de Griant, dans une carrière de la vallée du Burnot, de marbre et de sable au Roucha et au sud-est du village.
S'y est récemment ajoutée une activité vinicole. En 2009, la famille Wickmans-Vaxelaire, propriétaire du château de Bioul, a créé une exploitation vinicole dans le château et le parc du château et au lieudit le « Vignoulle ». La superficie du vignoble atteint désormais 14 ha. Le vignoble bénéficie de l'appellation « Côtes de Sambre et Meuse » reconnue comme appellation d’origine contrôlée. Des vins blancs et mousseux y sont produits à partir de cépages Johanniter, Muscaris, Pinotin adaptés aux climats septentrionaux comme en Belgique au château de Bioul. Ils sont produits selon les principes de l'agriculture biologique (permaculture et biodynamie) et ont obtenu la certification bio en 2020,. Parallèlement au vignoble, des activités touristiques sont également développées au château et dans le parc avec de la restauration, des spectacles, des visites organisées et un parcours muséal interactif dans l'ancien fenil de la ferme « Made in Bioul » retraçant l'histoire du château. Ce Musée retrace l’histoire des lieux et de ses propriétaires successifs.   
La Carrière Roc&Roc, ancienne carrière calcaire au nord du village, a été réaménagée pour accueillir les évènements festifs. Les dépendances d'un moulin et les anciennes forges du XVIIIe siècle et un atelier du travail de la pierre ont été restaurées pour permettre différentes activités (mariages, banquets, concerts, théâtre, etc.).

### Transport
Le village est desservi par le bus 21 (Namur - Maredsous), le bus 34 (Namur - Dinant), le bus 35 (Ermeton-sur-Biert - Dinant) et le Proxibus d'Anhée (92/1).

## Sport et vie associative

### Sport
- Football : RFC Bioul 81.
- Tennis : Bioul Tennis.
- Centre équestre : Les Écuries de la Barrière.

## Personnalités
- François Vaxelaire (1840-1920) : entrepreneur français, fondateur des grands magasins Au Bon Marché à Bruxelles.
- Alexandre Daoust (1886-1947) : sculpteur né à Bioul (une rue de Bioul porte son nom).